# Crăciunelu de Jos
Crăciunelu de Jos là một xã thuộc hạt Alba, România. Dân số thời điểm năm 2002 là 4398 người.